# 107-мм безоткатное орудие Б-11
Б−11 (Индекс ГАУ 52-М-883) — советское безоткатное орудие калибра 107 мм.

## История создания и производства
Разработкой занималось специальное конструкторское бюро гладкоствольной артиллерии (СКБ ГА), начальник Борис Иванович Шавырин он по совместительству выполнял и обязанности главного конструктора. Принято на вооружение Б-11 в 1954 году. Серийное производство было организовано на Тульском машиностроительном заводе.
Б-11 предназначено для уничтожения военной техники, а также для разрушения укреплений.
На Б-11 применяется оптический прицел ПБО-4.
Состояло на вооружении мотострелковых и воздушно-десантных войск Советской Армии. Также стояло на вооружении в ряде других стран: Болгарии, Камбодже, Китае, Восточной Германии, Египте, Северной Корее, Северном Вьетнаме и Польше.

## Конструкция
Состоит Б-11 из ствола с затвором, станины и прицельных приспособлений. Ствол орудия без автофретирования с гладким каналом имеет на конце резьбу для навинчивания зацепа предназначенного для подсоединения орудия к тягачу во время транспортировки.

## ТТХ
- Расчёт: 5 чел
- Калибр: 107 мм

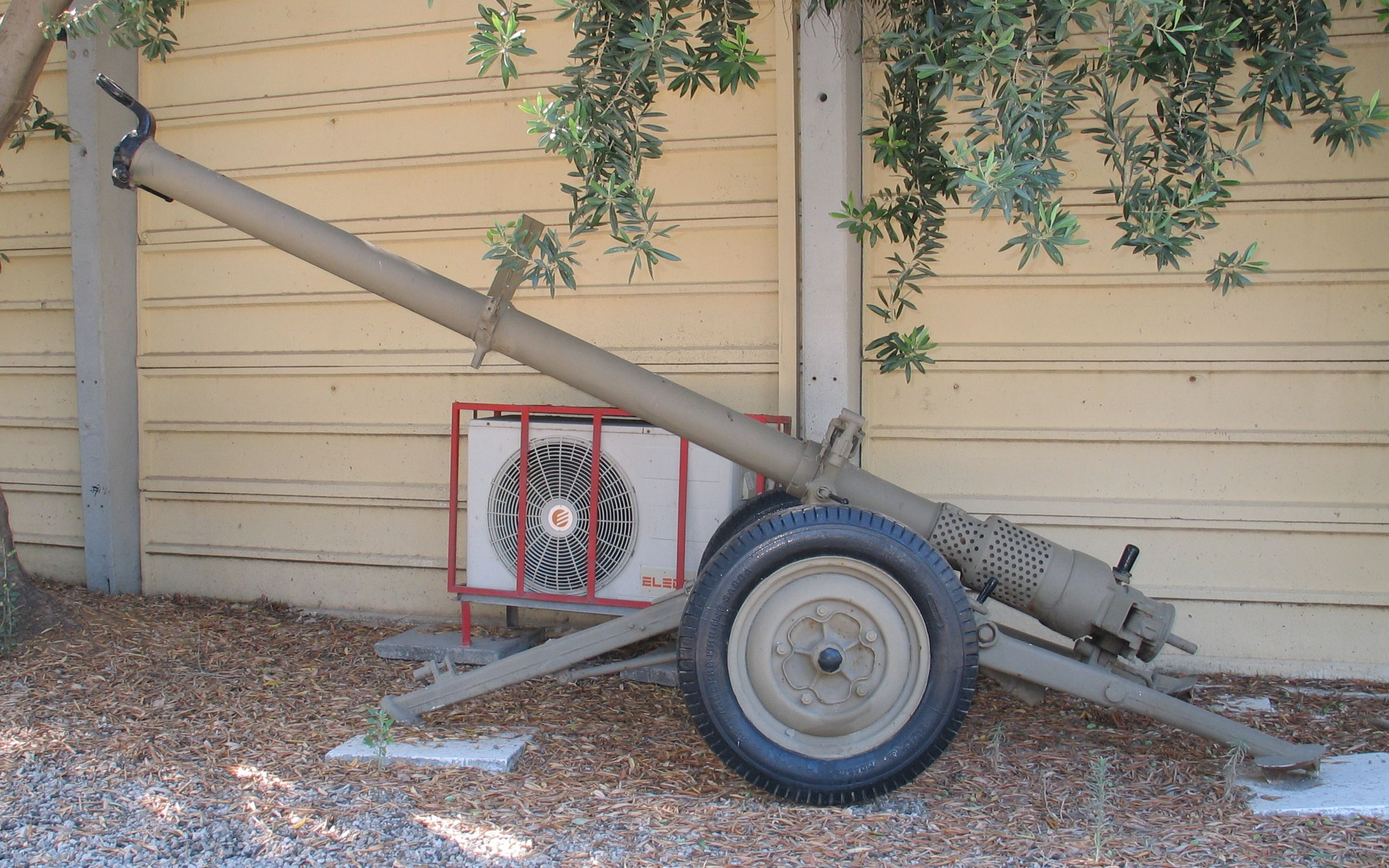

- Масса в боевом положении: 304,8 кг
- Длина: 3,56 м
- Длина ствола: 3,383 м
- Высота: 1,19 м
- Темп стрельбы: 4-5 выстрелов в минуту
- Начальная скорость полёта снаряда: 375 м/с
- Дальность прямого выстрела: 450 м
- Угол горизонтального обстрела: 35°
- Максимальный угол возвышения: 45°
- Угол склонения: −10°
- Боеприпасы:
  - BK-883 — кумулятивный боеприпас, дальность стрельбы 450—1400 м, бронепробиваемость до 381 мм.
  - О-883A — осколочный боеприпас, дальность стрельбы до 6650 м (масса снаряда 8,51 кг)